# Holcoglossum kimballianum
Holcoglossum kimballianum är en orkidéart som först beskrevs av Heinrich Gustav Reichenbach, och fick sitt nu gällande namn av Leslie Andrew Garay. Holcoglossum kimballianum ingår i släktet Holcoglossum och familjen orkidéer. Inga underarter finns listade i Catalogue of Life.

## Bildgalleri

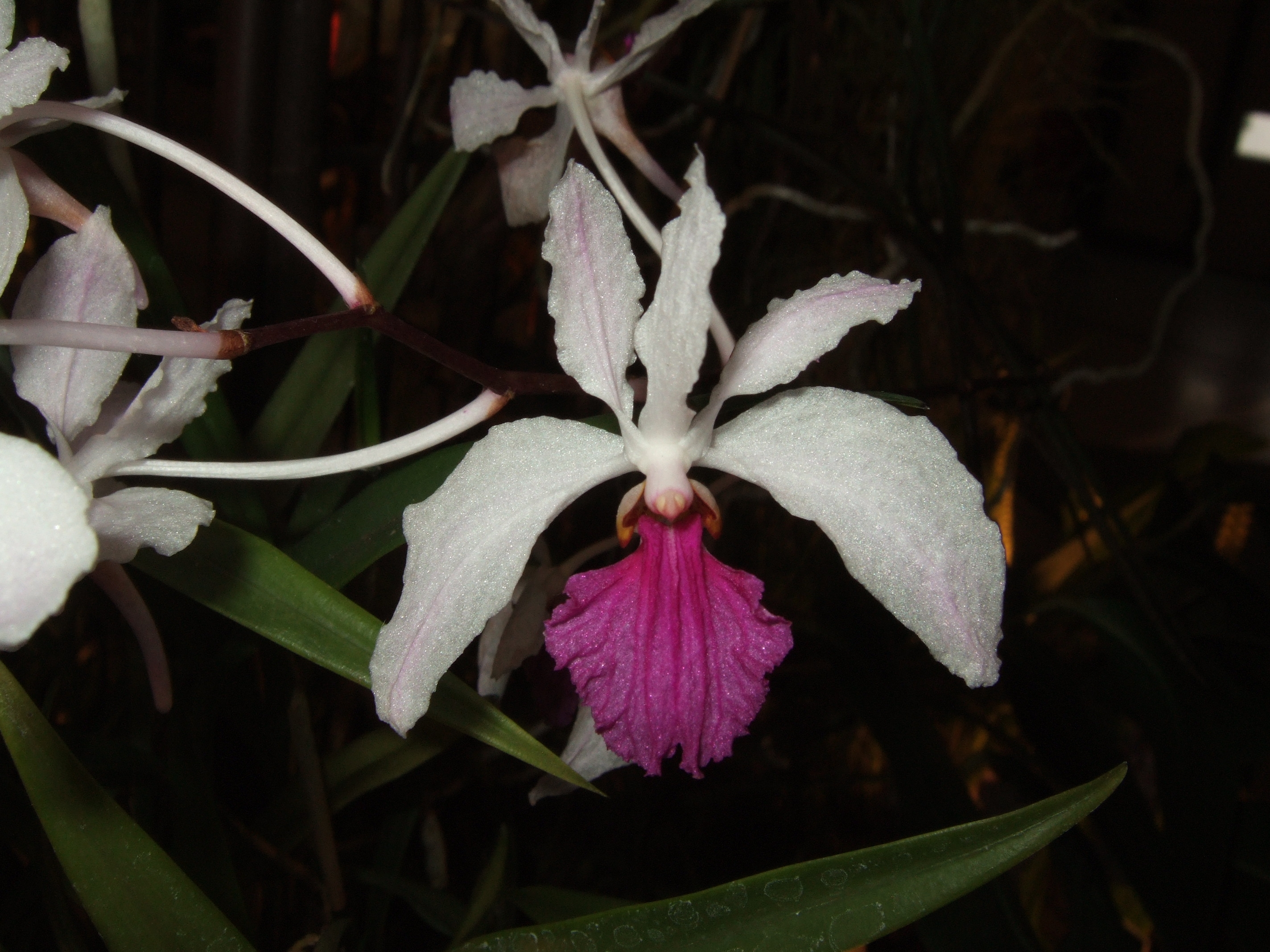
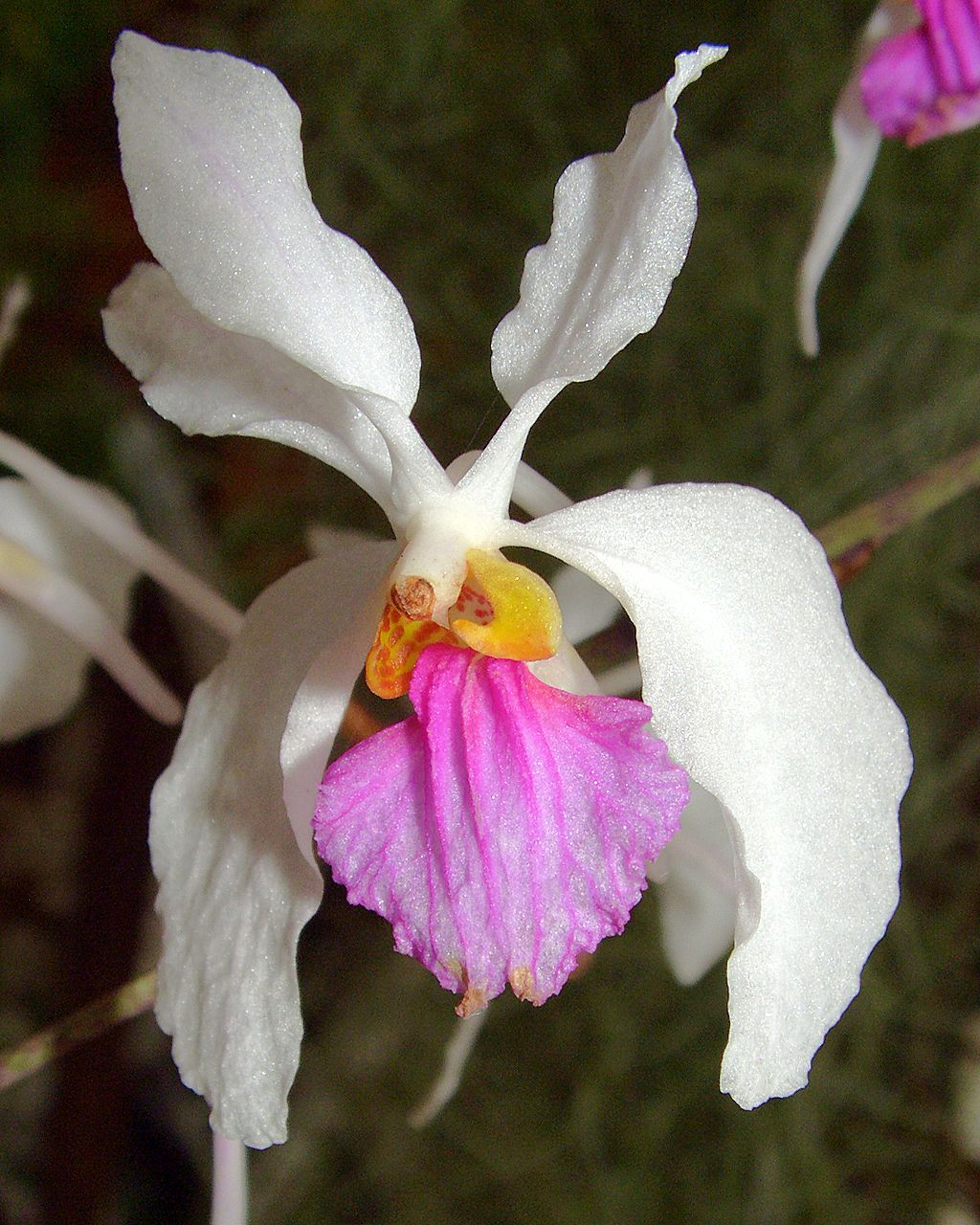
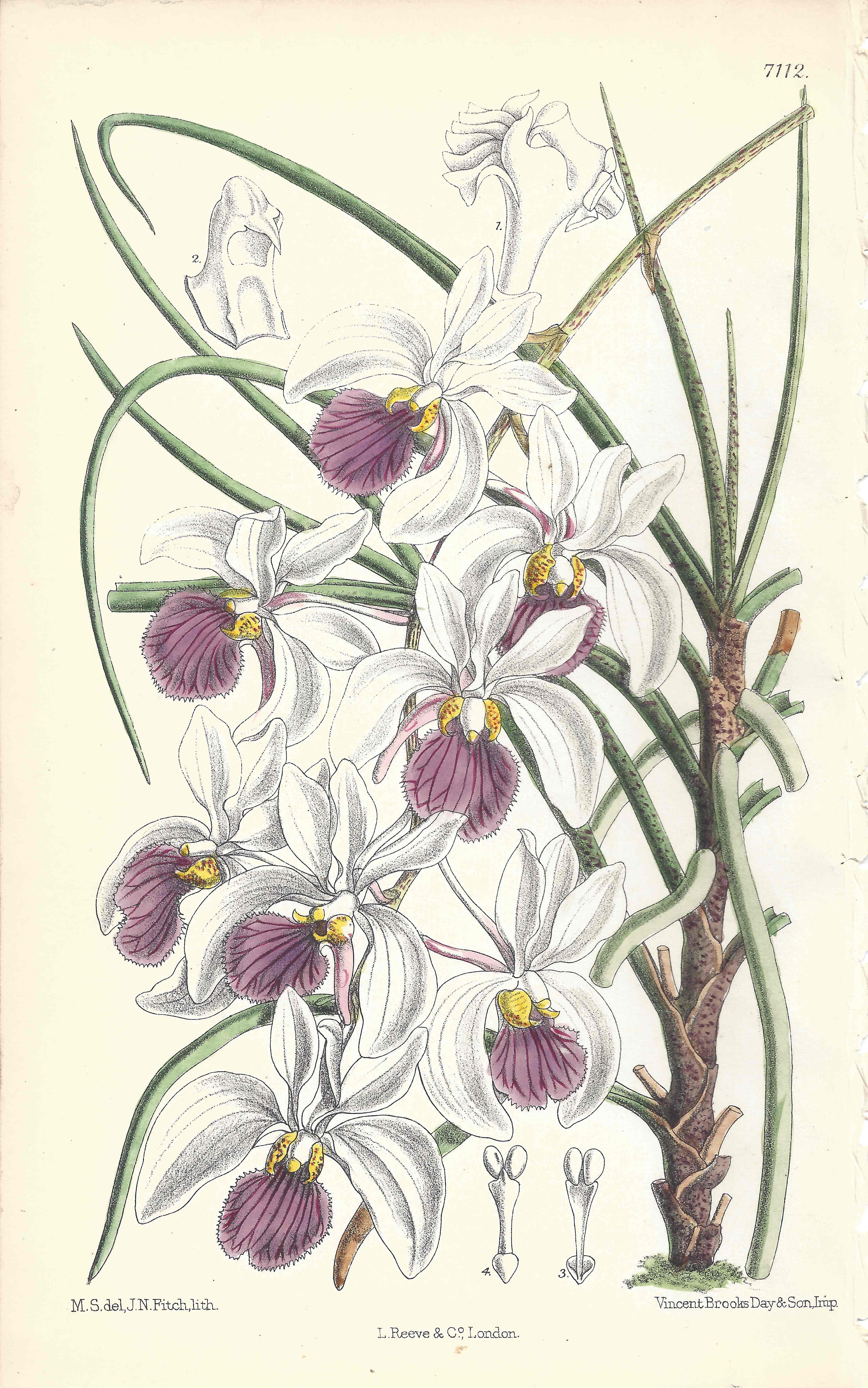